# Дубовое (Еврейская автономная область)
Дубово́е — село в Биробиджанском районе Еврейской автономной области, административный центр Дубовского сельского поселения.

## География
Село Дубовое стоит на правом берегу реки Бира.
Дорога к селу Дубовое идёт на юго-восток от Биробиджана по левому берегу Биры через сёла Птичник, Валдгейм и Жёлтый Яр, за селом Жёлтый Яр — по правому берегу Биры через село Казанка.
Расстояние до села Казанка около 10 км, расстояние до села Жёлтый Яр около 23 км, расстояние до Биробиджана около 48 км.
На юг от села Дубовое идёт дорога к сёлам Надеждинское и Головино.

## Население
| 1992 | 2002  | 2010  |
| ---- | ----- | ----- |
| 1300 | ↘1231 | ↘1043 |

## Инфраструктура
- Сельскохозяйственные предприятия Биробиджанского района.